# Конструктивізм (міжнародні відносини)
У міжнародних відносинах (МВ) конструктивізм є соціальною теорією, яка стверджує, що значні аспекти міжнародних відносин формуються під впливом ідеологічних чинників. Є декілька найважливіших ідейних факторів, які тримаються колективно; ці колективні переконання формують інтереси та особистість акторів.
На відміну від інших відомих підходів і теорій ІР (таких як реалізм і раціональний вибір), конструктивісти вбачають ідентичність та інтереси акторів як соціально сконструйовані та мінливі; ідентичності не є статичними. Подібно до раціонального вибору, конструктивізм не робить широких і конкретних прогнозів щодо міжнародних відносин;це підхід до вивчення міжнародної політики, а не суттєва теорія міжнародної політики. Конструктивістський аналіз може надати суттєві пояснення чи передбачення лише після того, як визначено відповідних акторів та їхні інтереси, а також зміст соціальних структур.
Основними теоріями, що конкурують з конструктивізмом, є варіанти реалізму, лібералізму та раціонального вибору. </link>, які підкреслюють матеріалізм (уявлення про те, що фізичний світ сам по собі визначає політичну поведінку) та індивідуалізм (уявлення про те, що окремі одиниці можна вивчати окремо від ширших систем, у які вони включені). Тоді як інші відомі підходи концептуалізують владу в матеріальних термінах (наприклад, військові та економічні можливості), конструктивістський аналіз також розглядає владу як здатність структурувати та конституювати природу соціальних відносин між акторами.

## Розвиток
Ніколасу Онуфу приписують авторство терміну «конструктивізм» для позначення теорій, які наголошують на соціально сконструйованому характері міжнародних відносин. З кінця 1980-х до початку 1990-х років конструктивізм став однією з головних шкіл у міжнародних відносинах.
Найперші конструктивістські роботи були зосереджені на встановленні того, що норми мають значення в міжнародній політиці. У виданні Пітера Дж. Катценштейна «Культура національної безпеки» зібрані роботи багатьох видатних і молодих конструктивістів, що свідчить про важливість конструктивістських ідей у сфері досліджень безпеки — галузі міжнародних відносин, в якій до цього домінували реалісти.
Визнавши, що норми мають значення в міжнародній політиці, пізніші течії конструктивізму зосередилися на поясненні обставин, за яких одні норми мають значення, а інші — ні. Конструктивістські дослідження зосереджувалися на нормотворцях: міжнародних організаціях і праві: епістемічних спільнотах; мовленні, аргументах та переконанні, а також структурній конфігурації як механізмах та процесах соціального конструювання.
Александер Вендт є найвідомішим прихильником соціального конструктивізму в галузі міжнародних відносин. Стаття Вендта 1992 року « Анархія — це те, що держави роблять з неї: соціальне конструювання силової політики» заклала теоретичне підгрунтя для того, щоб кинути виклик тому, що він вважав недоліком, який поділяють як неореалісти, так і неоліберальні інституціоналісти, а саме: прихильність (груба) форма матеріалізму. Намагаючись показати, що навіть така основна реалістична концепція, як " політика сили ", є соціально сконструйованою, тобто не даною природою і, отже, здатною до трансформації людською практикою, Вендт відкрив шлях для цілого покоління дослідників міжнародних відносин до продовжувати роботу над широким колом питань з конструктивістської точки зору. Далі Вендт розвинув ці ідеї у своїй центральній праці « Соціальна теорія міжнародної політики» (1999).
Продовжуючи Вендта, Марта Фіннемор запропонувала перший «стійкий, систематичний емпіричний аргумент на підтримку конструктивістського твердження про те, що міжнародні нормативні структури мають значення у світовій політиці» у своїй книзі «Національні інтереси в міжнародному суспільстві» 1996 року.
Існує кілька напрямів конструктивізму. З одного боку, є «конвенційні» вчені-конструктивісти, такі як Кетрін Сіккінк, Пітер Катценштайн, Елізабет Кір, Марта Фіннемор та Олександр Вендт, які використовують загальноприйняті методології та епістемології. Їхня робота була широко прийнята в середовищі міжнародної спільноти та викликала жваві наукові дискусії серед реалістів, лібералів і конструктивістів. Ці вчені вважають, що дослідження, орієнтовані навколо причинно-наслідкових пояснень і конститутивних пояснень, є доречними. Вендт називає цю форму конструктивізму «тонким» конструктивізмом. З іншого боку, є «критичні» радикальні конструктивісти, які більш серйозно сприймають дискурс і лінгвістику та приймають непозитивістські методології та епістемології. Третій напрямок, відомий як критичний конструктивізм, звинувачує звичайних конструктивістів у тому, що вони систематично применшують або забувають про класові фактори. Незважаючи на розбіжності, усі напрямки конструктивізму погоджуються, що неореалізм і неолібералізм приділяють недостатню увагу соціальному будівництву у світовій політиці.

## Теорія
Існує кілька напрямів конструктивізму. З одного боку, є «конвенційні» вчені-конструктивісти, такі як Кетрін Сіккінк, Пітер Катценштейн, Елізабет Кір, Марта Фіннемор та Олександр Вендт, які використовують загальноприйняті методології та епістемології. Їхня робота була широко прийнята в середовищі міжнародної спільноти та викликала жваві наукові дискусії серед реалістів, лібералів і конструктивістів. Ці вчені вважають, що дослідження, орієнтовані навколо причинно-наслідкових пояснень і конститутивних пояснень, є доречними. Вендт називає цю форму конструктивізму «тонким» конструктивізмом. З іншого боку, є «критичні» радикальні конструктивісти, які більш серйозно сприймають дискурс і лінгвістику та приймають непозитивістські методології та епістемології. Третій напрямок, відомий як критичний конструктивізм, звинувачує звичайних конструктивістів у тому, що вони систематично применшують або ігнорують класові фактори. . Незважаючи на розбіжності, усі напрямки конструктивізму погоджуються, що неореалізм і неолібералізм приділяють недостатню увагу соціальному будівництву у світовій політиці.
Центральними для конструктивізму є уявлення про те, що ідеї мають значення та що агенти є соціально сконструйованими (а не даними).
Конструктивістські дослідження зосереджені як на причинно-наслідкових поясненнях явищ, так і на аналізі того, як речі сконституйовані. У вивченні національної безпеки наголос робиться на тому, що культура та ідентичність впливають на політику безпеки та відповідну поведінку. Ідентифікації необхідні для того, щоб забезпечити хоча б деякий мінімальний рівень передбачуваності та порядку. Об'єкт конструктивістського дискурсу можна уявити як появу, фундаментальний фактор у сфері міжнародних відносин, нещодавньої дискусії про епістемологію, соціологію знання, відносини агент/структура та онтологічний статус соціальних фактів.
Думку про те, що на міжнародні відносини впливає не лише політика сили, а й ідеї, поділяють автори, які називають себе теоретиками конструктивізму. Згідно з цією точкою зору, фундаментальні структури міжнародної політики є соціальними, а не суто матеріальними. Це спонукає соціальних конструктивістів стверджувати, що зміни в природі соціальної взаємодії між державами можуть принести фундаментальний зсув у бік більшої міжнародної безпеки.

### Складний реалізм
У період становлення конструктивізму неореалізм був домінуючим дискурсом міжнародних відносин. Велика частина початкових теоретичних робіт конструктивізму кинула виклик основним неореалістичним припущенням. Неореалісти є принципово каузальними структуралістами. Вони вважають, що більшість важливого змісту міжнародної політики пояснюється структурою міжнародної системи, позиція, вперше висунута в книзі Кеннета Уолца «Людина, держава і війна» і повністю висвітлена в його основному тексті неореалізму «Теорія міжнародної політики». Зокрема, міжнародна політика визначається насамперед тим фактом, що міжнародна система є анархічною — їй бракує будь-якої всеосяжної влади, натомість вона складається з одиниць (держав), які формально є рівними — усі вони суверенні над своєю територією. Така анархія, стверджують неореалісти, змушує держави діяти певним чином, зокрема, вони можуть покладатися лише на себе для безпеки (вони повинні допомагати собі самі). Спосіб, у який анархія змушує їх діяти таким чином, захищати власні інтереси з точки зору влади, стверджують неореалісти, пояснює більшість міжнародної політики. Через це неореалісти схильні нехтувати поясненнями міжнародної політики на рівні «одиниці» або «держави». Кеннет Вальц критикував такий фокус як редукціонізм.
Конструктивізм, зокрема у творчих роботах Вендта, кидає виклик цьому припущенню, показуючи, що причинні сили, які неореалісти приписують «структурі», насправді не є «даними», а ґрунтуються на тому, як структура конструюється соціальною практикою. Усунувшись від припущень щодо природи ідентичностей та інтересів акторів у системі та значення, яке соціальні інститути (включаючи анархію) мають для таких акторів, Вендт стверджує, що «структура» неореалізму розкриває дуже мало: «вона не передбачає, чи будуть два держави будуть друзями чи ворогами, визнаватимуть суверенітет одна одної, матимуть династичні зв'язки, будуть ревізіоністами або статус-кво, і так далі». Оскільки такі особливості поведінки не пояснюються анархією, а вимагають натомість включення доказів щодо інтересів та ідентичності ключових акторів, акцент неореалізму на матеріальній структурі системи (анархії) недоречний. Вендт йде далі, стверджуючи, що оскільки спосіб, у який анархія обмежує держави, залежить від того, як держави сприймають анархію та уявляють собі власні ідентичності та інтереси, анархія навіть не обов'язково є системою самодопомоги. Це лише змушує держави допомагати собі самі, якщо вони відповідають неореалістичним припущенням про те, що держави розглядають безпеку як конкурентну, відносну концепцію, де отримання безпеки для однієї держави означає втрату безпеки для іншої. Якщо держави натомість дотримуються альтернативних концепцій безпеки, або «кооперативної», коли держави можуть максимізувати свою безпеку без негативного впливу на безпеку іншої, або «колективної», коли держави вважають безпеку інших держав цінною для себе, анархія буде взагалі не призводить до самодопомоги. Висновки неореалістів, як такі, повністю залежать від невисловлених і беззаперечних припущень щодо того, як актори конструюють значення соціальних інститутів. Важливо те, що оскільки неореалісти не вміють визнати цю залежність, вони хибно припускають, що такі значення є незмінними, і виключають дослідження процесів соціального конструювання, які насправді виконують ключову пояснювальну роботу за спостереженнями неореалістів.
Будучи критикою неореалізму та неолібералізму (які були домінуючими напрямками теорії ІР протягом 1980-х років), конструктивізм, як правило, об'єднувався з усіма підходами, які критикували так звані «нео-нео» дебати. Тому конструктивізм часто плутали з критичною теорією. Однак, у той час як конструктивізм може використовувати аспекти критичної теорії і навпаки, основні варіанти конструктивізму є позитивістськими.
У відповідь на конструктивізм Джон Міршаймер стверджував, що ідеї та норми мають значення лише на маргінесі, і що заклики лідерів до норм і моралі часто відображають особистий інтерес.

### Ідентичності та інтереси
Оскільки конструктивісти відкидають висновки неореалізму про визначальний вплив анархії на поведінку міжнародних акторів і відходять від матеріалізму, що лежить в основі неореалізму, вони створюють необхідний простір для того, щоб особистість та інтереси міжнародних акторів посіли центральне місце в теоретизуванні міжнародних відносин. Тепер, коли актори не просто керуються вимогами системи самодопомоги, їхні ідентичності та інтереси стають важливими для аналізу їхньої поведінки. Подібно до природи міжнародної системи, конструктивісти бачать такі ідентичності та інтереси не об'єктивно заснованими на матеріальних силах (таких як вказівки людської природи, що лежить в основі класичного реалізму), а як результат ідей і соціальної конструкції таких ідей. Іншими словами, значення ідей, об'єктів і акторів надаються соціальною взаємодією. Люди надають об'єктам їхніх значень і можуть надавати різні значення різним речам.
Марта Фіннемор мала вплив на дослідження того, як міжнародні організації беруть участь у цих процесах соціального конструювання уявлень акторів про свої інтереси. У «Національних інтересах у міжнародному суспільстві» Фіннемор намагається «розробити системний підхід до розуміння державних інтересів і поведінки держави шляхом дослідження міжнародної структури не влади, а сенсу та соціальної цінності». «Інтереси, — пояснює вона, — не просто „десь“ і чекають, щоб їх виявили; вони формуються через соціальну взаємодію». Фіннемор наводить три приклади такої конструкції — створення наукової бюрократії в державах через вплив ЮНЕСКО, роль Червоного Хреста в Женевських конвенціях і вплив Світового банку на ставлення до бідності.
Дослідження таких процесів є прикладами конструктивістського ставлення до державних інтересів та ідентичностей. Такі інтереси та ідентичності є центральними детермінантами поведінки держави, оскільки таке вивчення їх природи та їх формування є невід'ємною частиною конструктивістської методології для пояснення міжнародної системи. Але важливо зазначити, що незважаючи на цю переорієнтацію на ідентичності та інтереси — властивості держав — конструктивісти не обов'язково зосереджуються на зосередженні свого аналізу на рівні одиниці міжнародної політики: держави. Такі конструктивісти, як Фіннемор і Вендт, підкреслюють, що хоча ідеї та процеси мають тенденцію пояснювати соціальне конструювання ідентичностей та інтересів, такі ідеї та процеси утворюють власну структуру, яка впливає на міжнародних акторів. Їх головна відмінність від неореалістів полягає в тому, що вони бачать структуру міжнародної політики в першу чергу ідейних, а не матеріальних термінах.

### Норми
Вчені-конструктивісти поглиблено досліджували роль норм у світовій політиці. Абрам Чейз і Антонія Хендлер Чейз визначили «норми» як «широкий клас наказових тверджень — правил, стандартів, принципів тощо — як процедурних, так і змістовних», які є «приписами щодо дій у ситуаціях вибору, які несуть у собі відчуття зобов'язання, відчуття того, що їх слід дотримуватися».
Конструктивістські підходи, засновані на нормах, зазвичай припускають, що суб'єкти мають тенденцію дотримуватись «логіки відповідності». Це означає, що актори дотримуються «інтерналізованих приписів того, що соціально визначається як нормальне, істинне, правильне чи добре, без або всупереч розрахунку наслідків і очікуваної корисності». Ця логіка відповідності відрізняється від раціонального вибору «логіки наслідків», де передбачається, що суб'єкти вибирають найбільш ефективні засоби для досягнення своїх цілей на основі аналізу витрат і вигод.
Конструктивістська наука про норми досліджувала широкий спектр проблемних сфер світової політики. Наприклад, Пітер Катценштейн та автори його редагованого тому «Культура національної безпеки» стверджували, що держави діють на основі вибору безпеки не лише в контексті своїх фізичних можливостей, але й на основі нормативного розуміння. Марта Фіннемор припустила, що такі міжнародні організації, як Світовий банк чи ЮНЕСКО, допомагають поширювати норми, які, у свою чергу, впливають на те, як держави визначають свої національні інтереси. Фіннемор і Кетрін Сіккінк дослідили, як норми впливають на політичні зміни. Роблячи це, вони наголошували на зв'язках між нормами та раціональністю, а не на їх протилежності один одному. Вони також підкреслили важливість «підприємців норм» у відстоюванні та поширенні певних норм.
Деякі вчені досліджували роль індивідуальних норм у світовій політиці. Наприклад, Оді Клотц дослідив, як глобальні норми проти апартеїду розвивалися в різних державах (Сполучене Королівство, Сполучені Штати та Зімбабве) та інституціях (Співдружність, Організація африканської єдності та ООН). Поява та інституціоналізація цієї норми, стверджувала вона, сприяли припиненню режиму апартеїду в Південній Африці. Ніна Танненвальд довела, що незастосування ядерної зброї з 1945 року можна пояснити силою табу на ядерну зброю, тобто норми, яка забороняє використання ядерної зброї. Вона стверджувала, що ця норма настільки глибоко увійшла в американську політичну та соціальну культуру, що ядерна зброя не застосовувалася навіть у випадках, коли її використання мало б стратегічний або тактичний сенс. Майкл Барнетт застосував еволюційний підхід, щоб простежити, як виникла норма політичного гуманітаризму.
Марта Фіннемор і Кетрін Сіккінк розрізняють три типи норм:
1. Норми регулювання: вони «впорядковують і обмежують поведінку»
2. Конститутивні норми: вони «створюють нових акторів, інтереси або категорії дій»
3. Оціночні та приписуючі норми: вони мають властивість «повинні».

Finnemore, Sikkink, Jeffrey W. Legro та інші стверджували, що надійність (або ефективність) норм можна виміряти такими факторами, як:
- конкретність: норми, які є чіткими та конкретними, швидше за все, будуть ефективними
- довголіття: норми з історією, швидше за все, будуть ефективними
- універсальність: норми, які висувають загальні вимоги (а не локалізовані та партикулярні вимоги), швидше за все, будуть ефективними
- видатність: норми, які широко прийняті серед впливових акторів, швидше за все, будуть ефективними

Джеффрі Чекел стверджує, що існує два поширених типи пояснень ефективності норм:
- Раціоналізм: актори дотримуються норм завдяки примусу, розрахункам витрат і вигод і матеріальним стимулам
- Конструктивізм: актори дотримуються норм завдяки соціальному навчанню та соціалізації

З точки зору специфічних норм, вчені-конструктивісти показали, як виникли такі норми:
- Гуманітарне втручання: з часом уявлення про те, хто був «людським», змінилися, що змусило держави все частіше брати участь у гуманітарних втручаннях у 20 столітті.
- Ядерне табу: норма проти ядерної зброї, розроблена з 1945 року.
- Заборона наземних мін: активність транснаціональних правозахисних груп призвела до норми, що забороняє наземні міни.
- Норми суверенітету.
- Норми проти вбивства.
- Моніторинг виборів.
- Табу проти використання води як зброї.
- Протикитобійна норма.
- Антикатувальна норма.

### Напрямки досліджень
Багато конструктивістів аналізують міжнародні відносини, розглядаючи цілі, загрози, страхи, культури, ідентичності та інші елементи «соціальної реальності» як соціальні факти. У важливому відредагованому томі «Культура національної безпеки» вчені-конструктивісти, зокрема Елізабет Кір, Джеффрі Легро та Пітер Катценштейн, поставили під сумнів багато реалістичних припущень щодо динаміки міжнародної політики, особливо в контексті військових справ. Томас Дж. Бірстекер і Синтія Вебер застосували конструктивістські підходи до розуміння еволюції державного суверенітету як центральної теми міжнародних відносин, а роботи Родні Брюса Холла та Деніела Філпотта (серед інших) розвинули конструктивістські теорії основних трансформацій у динаміці міжнародної політики. . У міжнародній політичній економії конструктивізм використовується рідше. Яскраві приклади конструктивістської роботи в цій галузі включають дослідження Кетлін Р. Макнамари про Європейський валютний союз та аналіз Марка Бліта про піднесення рейганоміки в Сполучених Штатах.
Зосереджуючись на тому, як мова та риторика використовуються для побудови соціальної реальності міжнародної системи, конструктивісти часто вважаються більш оптимістичними щодо прогресу в міжнародних відносинах, ніж версії реалізму, лояльні до суто матеріалістичної онтології, але все більше число конструктивістів ставить під сумнів «ліберальний» характер конструктивістської думки і висловлюють більше співчуття реалістичному песимізму щодо можливості емансипації від політики влади.
Конструктивізм часто представляють як альтернативу двом провідним теоріям міжнародних відносин, реалізму та лібералізму, але деякі стверджують, що він не обов'язково суперечить одній або обом. Вендт поділяє деякі ключові припущення з провідними вченими-реалістами та неореалістами, наприклад існування анархії та центральне місце держав у міжнародній системі. Проте Вендт трактує анархію в культурних, а не матеріалістичних термінах; він також пропонує витончений теоретичний захист припущення про державу як актора в теорії міжнародних відносин. Це спірне питання в сегментах IR-спільноти, оскільки деякі конструктивісти кидають виклик Вендту щодо деяких із цих припущень (див., наприклад, обмін думками в Review of International Studies, том 30, 2004). Було стверджено, що прогрес у теорії ІЧ буде досягнутий, коли реалізм і конструктивізм можна буде вирівняти або навіть синтезувати. Раннім прикладом такого синтезу був аналіз Дженніфер Стерлінг-Фолкер міжнародної монетарної політики Сполучених Штатів за Бреттон-Вудською системою. Стерлінг-Фолкер стверджував, що перехід США до односторонності частково пояснюється наголосом реалізму на анархічній системі, але конструктивізм допомагає врахувати важливі чинники з внутрішнього або другого рівня аналізу.

### Останні події
Значна група вчених, які досліджують процеси соціального будівництва, свідомо уникають ярлика «конструктивіст». Вони стверджують, що «основний» конструктивізм відмовився від багатьох найважливіших ідей лінгвістичного повороту та соціально-конструктивістської теорії в гонитві за респектабельністю як «науковим» підходом до міжнародних відносин. Навіть деякі нібито «основні» конструктивісти, такі як Джеффрі Чекел, висловлювали занепокоєння тим, що конструктивісти зайшли занадто далеко у своїх зусиллях навести мости з неконструктивістськими школами думки.
Дедалі більше конструктивістів стверджують, що сучасні теорії приділяють недостатню увагу ролі звичної та нерефлексивної поведінки у світовій політиці, центральній ролі відносин і процесів у побудові світової політики або обом.
Прихильники «повороту до практики» черпають натхнення з роботи в нейронауці, а також із роботи таких соціальних теоретиків, як П'єр Бурдьє, які наголошують на значенні звичок і практик у психологічному та соціальному житті, по суті закликаючи до більшої уваги та чутливості до « кожен день» і «сприйняті як належне» дії міжнародної політики Деякі вчені прийняли пов'язаний соціологічний підхід, відомий як теорія акторської мережі (ANT), яка розширює ранній фокус практики "Включити роботу П'єра Бурдьє до Бруно Латура та інших. Вчені використовували ANT, щоб порушити традиційні світові політичні бінарності (цивілізований/варварський, демократичний/автократичний тощо), розглянути наслідки постлюдського розуміння IR, дослідити інфраструктуру світової політики, і розглянути вплив технологічного агентства.

## Видатні конструктивісти в міжнародних відносинах
- Емануель Адлер
- Майкл Барнетт
- Томас Дж. Бірстекер
- Марк Бліт
- Джеффрі Т. Чекел
- Марта Фіннемор
- Ернст Б. Хаас
- Пітер М. Хаас
- Ян Хакінг
- Тед Хопф
- Пітер Дж. Катценштейн
- Маргарет Кек
- Джудіт Келлі
- Фрідріх Кратохвіль
- Річард Нед Лебоу
- Деніел Х. Нексон
- Цінь Яцін
- Микола Онуф
- Ерік Рінгмар
- Томас Ріссе
- Джон Раггі
- Кріс Реус-Сміт
- Кетрін Сіккінк
- Дж. Енн Тікнер
- Оле Вевер
- Олександр Вендт

## Критика теоретиками емоційного вибору
Прихильники теорії емоційного вибору стверджують, що конструктивістські підходи нехтують емоційною підґрунтям соціальних взаємодій, нормативної поведінки та прийняття рішень загалом. Вони зазначають, що конструктивістська парадигма загалом базується на припущенні, що прийняття рішень є свідомим процесом, заснованим на думках і переконаннях. Це припускає, що люди приймають рішення на основі роздумів і обмірковування. Однак сукупні дослідження в галузі нейронауки показують, що лише невелика частина діяльності мозку здійснюється на рівні свідомого мислення. Переважна більшість його діяльності складається з несвідомих оцінок і емоцій.
На думку цих критиків, значення емоцій у прийнятті рішень загалом ігнорується конструктивістськими поглядами. Крім того, теоретики емоційного вибору стверджують, що конструктивістська парадигма має труднощі з включенням емоцій у свої моделі, оскільки вона не може пояснити фізіологічну динаміку емоцій. Психологи та неврологи показали, що емоції базуються на тілесних процесах, над якими людина має лише обмежений контроль. Вони нерозривно переплетені з функціями мозку людини та вегетативною нервовою системою, які зазвичай виходять за межі стандартних конструктивістських моделей.
Теорія емоційного вибору прагне охопити не лише соціальний, а й фізіологічний та динамічний характер емоцій. Він стверджує, що емоції відіграють ключову роль у нормативних діях. Емоції наділяють норми й ідентичності сенсом. Якщо люди сильно ставляться до норм, вони, швидше за все, будуть їх дотримуватися. Однак правила, які перестають резонувати на афективному рівні, часто втрачають свою приписувальну силу. Теоретики емоційного вибору відзначають, що останні відкриття в неврології показують, що люди зазвичай відчувають, перш ніж думати. Таким чином, емоції можуть змусити їх віддати перевагу конструктивістській " логіці відповідності " над раціоналістичною «логікою наслідків» або навпаки. Емоції також можуть наповнювати логіку доцільності та повідомляти учасникам, як вирішувати між різними нормами.